# Indonezyjska Partia Socjalistyczna
Socjalistyczna Partia Indonezji (indonez. Partai Sosialis Indonesia) – indonezyjskie ugrupowanie socjalistyczne założone 13 lutego 1948 w wyniku rozłamu wewnątrz Partii Socjalistycznej. Partia została zdelegalizowana przez prezydenta Sukarno w sierpniu 1960.

## Początki
W grudniu 1945 w wyniku połączenia Socjalistycznej Partii Indonezji – Parsi z Socjalistyczną Partią Ludową – PRS powstała Partia Socjalistyczna. Liderami nowego ugrupowania pozostali przewodniczący dwóch wcześniej wymienionych partii, Amir Sjarifuddin z Parsi oraz Sutan Syahrir z PRS. Partia uzyskała dużą popularność pośród studentów oraz nielicznej, jak na owe czasy, indonezyjskiej inteligencji.
Zaraz po powstaniu ugrupowanie uzyskało 5 z możliwych 25 miejsc w Centralnym Indonezyjskim Komitecie Narodowym, które faktycznie sprawowało funkcję pomocniczą wobec prezydenta Sukarno po uzyskaniu niepodległości przez Indonezję.
Z biegiem czasu większość wpływów w ugrupowaniu przejął Amir Sjarifuddin wraz ze skrzydłem blisko związanym z Komunistyczną Partią Indonezji. Sprzeciw wobec takiego stanu rzeczy wyrażał Sutan Syahrir, który ostatecznie wraz ze swoimi stronnikami został wydalony z partii w czerwcu 1947. Grupa ta, 13 lutego 1948 roku, ogłosiła powstanie nowej Indonezyjskiej Partii Socjalistycznej.

## PSI oraz okres liberalnej demokracji w Indonezji
Wraz z rozwiązaniem Stanów Zjednoczonych Indonezji i powstaniem unitarnej Republiki Indonezji w 1950 roku, ugrupowanie uzyskało 17 spośród 232 miejsc w Ludowej Izbie Reprezentantów.
W wyborach parlamentarnych z 1955 roku, PSI uzyskała 2% ważnie oddanych głosów, zdobywając 5 mandatów. Należy przy tym zaznaczyć, iż wynik ten został uznany przez kierownictwo partyjne za porażkę, co wiązało się również z faktem, iż wobec dobrego wyniku Komunistycznej Partii Indonezji, to PKI stało się głównym reprezentantem klasy chłopskiej i robotniczej w kraju.

## Upadek
Ze względu na pewnego rodzaju rozczarowanie wobec liberalnej demokracji pośród mieszkańców Indonezji, prezydent Sukarno zaczął lansować koncepcję demokracji sterowanej (Orde Baru), łączącej silną pozycję prezydenta z dążeniem do uzyskiwania konsensusu pomiędzy największymi ugrupowaniami politycznymi w kraju, przy czym koncepcja ta odrzucała wybory parlamentarne jako mechanizm wyłaniający poszczególne ugrupowania do podejmowania decyzji o znaczeniu ogólnokrajowym.
Ogłoszenie w 1957 nowego porządku wywołało kryzys państwowy. 15 lutego 1957 w wyniku rebelii na Sumatrze powstał Rewolucyjny Rząd Republiki Indonezji. Fakt ten spowodował również rozłam w PSI, gdyż część działaczy popierała rewolucjonistów zajmując przy tym funkcje ministerialne w rewolucyjnym rządzie. Kierownictwo PSI, pomimo swojego sprzeciwu wobec planów Sukarno, nie poparło rządu z Sumatry. Ostatecznie interwencja zbrojna wojsk lojalnych wobec Sukarno położyła kres rebelii.
W czerwcu 1960 roku, Sukarno wydał dekret delegalizujący partie i stowarzyszenia nielojalne wobec nowego systemu. Dokument ten wymieniał takie partie jak PSI czy islamskie Masyumi.

## Ideologia partyjna
Ideologia partyjna PSI łączyła w sobie elementy klasycznych idei marksistowskich oraz fabianizmu. Członkowie PSI odrzucali rewolucję jako metodę przejścia z kapitalizmu do socjalizmu, zaznaczając przy tym, iż zatrzymanie części prywatnych środków produkcji oraz wzrost inwestycji zagranicznych mogą mieć pozytywny wpływ na unowocześnienie państwa. Ugrupowanie odrzucało nacjonalizm. W polityce zagranicznej PSI optowało za statusem neutralnym państwa. Przedstawiciele PSI krytykowali między innymi pierwszy gabinet Mohammada Hatty za zbyt bliskie stosunki z imperializmem amerykańskim. Z drugiej zaś strony uznawali oni również ewentualne podporządkowanie ZSRR jako szkodliwe dla kraju.